# گریفینگ فلاینگ سرویس
گریفینگ فلاینگ سرویس (به انگلیسی: Griffing Flying Service) یک شرکت هواپیمایی آمریکایی است که قطب این شرکت هواپیمایی در فرودگاه محلی اری قرار دارد.